# Elyès Jouini
Elyès Jouini (arabe : إلياس الجويني), né le 5 janvier 1965 à Tunis, est un universitaire et homme politique franco-tunisien.
Il est fellow de la Société d'économétrie et de l'Institute of Labor Economics, membre correspondant de l'Académie tunisienne des sciences, des lettres et des arts, directeur scientifique de la chaire Femmes et Science à l'université Paris-Dauphine et administrateur de l'Institut universitaire de France.

## Biographie

### Parcours académique et professionnel
Il naît le 5 janvier 1965 à Tunis. Après des études au lycée Pierre-Mendès-France de Tunis puis au lycée Sainte-Geneviève à Versailles, il est reçu en 1984 à l'École normale supérieure de la rue d'Ulm à Paris puis décroche une maîtrise de mathématiques de l'université Paris-Diderot ainsi qu'un DEA de mathématiques appliquées aux sciences économiques en 1986 de l'université Paris-Dauphine. En 1987, il est reçu major au concours d'agrégation de mathématiques. Il obtient également un PhD en mathématiques appliquées de l'université Panthéon-Sorbonne pour laquelle il reçoit en 1990, le prix Nathalie Demassieux de la meilleure thèse en sciences de la Chancellerie des universités de Paris[réf. nécessaire].
Il est professeur au lycée Sainte-Geneviève en 1985-1986, à l'âge de vingt ans. En 1987, il rejoint le laboratoire d'économétrie de l'École polytechnique et ce jusqu'en 1997. Il enseigne par ailleurs en tant que professeur à l'université Panthéon-Sorbonne et à l'École nationale de la statistique et de l'administration économique (1992-2000), et en tant que professeur associé à l'université de Tunis (1992-1996) et à la Stern School of Business de l'université de New York (1998-2000).
En 2000, il rejoint l'université Paris-Dauphine en tant que professeur, assurant les fonctions de vice-président à partir de 2005, de directeur de la House of Finance dès 2003, ainsi que du master en gestion d'actifs. En 2011, il se retire temporairement dans le cadre de son entrée au gouvernement,. Il préside également la Fondation Dauphine.
Il est nommé en 2003 à l'Institut universitaire de France, en 2012 comme fellow de l'Institute of Labor Economics, en 2017 comme fellow de la Société d'économétrie, en 2020 comme membre correspondant de l'Académie tunisienne des sciences, des lettres et des arts et en 2023, Economic Theory fellow de la Society for the Advancement of Economic Theory (en).
Elyès Jouini a été membre au Haut Conseil de la science et de la technologie auprès du président de la République française (2006), du Conseil d'analyse économique auprès du Premier ministre français (2008) et de la Commission nationale d'évaluation du financement des charges de démantèlement des installations nucléaires de base et de gestion des combustibles usés et des déchets radioactifs auprès du Parlement français (2008).
Il a, d'autre part, été membre du Research, Innovation and Science Policy Experts High Level Advisory Group auprès de Carlos Moedas, commissaire européen à la Recherche, à l'Innovation et à la Science. 
Il est par ailleurs directeur scientifique de l'Institut Europlace de finance depuis 2002 et vice-président de l'Institut Louis Bachelier.
Il a siégé dans plusieurs conseils d'administration parmi lesquels ceux de la Banque de Tunisie (2005,), de la Société Magasin général (2007), d'Altran Telnet Corporation (2008 et d'Oddo-BHF Tunisie et a été président du conseil d'administration d'AMI Assurances (2014).
En 2017, il contribue à créer l'Association tunisienne des actuaires et en devient le premier président.
En 2021, il est directeur scientifique de la chaire UNESCO Femmes et Science de l'université Paris-Dauphine créée en partenariat avec l'Institut des politiques publiques et le soutien de la Fondation L'Oréal, Generali, La Poste, Talan et Safran. En 2023, il est nommé administrateur de l'Institut universitaire de France.
En 2024, il reçoit le prix Maréchal Louis Hubert Lyautey de l'Académie des sciences d'Outre-mer pour sa réédition d'MAu fil de ma vie de Mohamed-Salah Mzali, suivie de Mohamed-Salah Mzali. L’intellectuel et l’homme d’État, une coédition Cérès éditions, Institut de recherche sur le Maghreb contemporain et l'Académie tunisienne des sciences, des lettres et des arts (Beït al Hikma).
En 2025, il préside le jury du prix du Meilleur jeune économiste tunisien.

### Engagement et parcours politique
Elyès Jouini est le fondateur et premier président de l'Association des Tunisiens des grandes écoles (1989-1993).
À la suite de la révolution de 2011 en Tunisie, il est nommé le 27 janvier comme ministre auprès du Premier ministre Mohamed Ghannouchi, chargé des Réformes économiques et sociales et de la Coordination avec les ministères concernés, au sein du gouvernement provisoire. Il démissionne alors de ses mandats d'administrateur. Il quitte cependant le gouvernement le 1er mars à la suite de la démission du Premier ministre. Il accompagne son successeur, Béji Caïd Essebsi dans le cadre de la préparation de la participation de la Tunisie au sommet du G8.
En 2012, il crée un think tank, Idées (Initiative pour le développement économique et social) et publie dans ce cadre en 2014 un ouvrage intitulé Tunisie, l'espoir : mode d'emploi pour une reprise aux éditions Cérès.
Toujours en 2012, il est l'un des acteurs de la fusion de neuf partis dont le Parti démocrate progressiste et Afek Tounes pour créer Al Joumhouri.
Il milite notamment pour la mise en place d'un impôt progressif sur la fortune afin de rendre la fiscalité tunisienne plus équitable.
Il est nommé au Conseil des analyses économiques auprès du chef du gouvernement tunisien (2018,).
En 2019, il lance avec Hakim Ben Hammouda et Abderrazak Zouari l'initiative Econ4Tunisia, qui a notamment publié le Livre bleu, sauver l'économie pour réussir la transition démocratique.

## Publications

### Ouvrages
- Elyès Jouini et Olivier Pastré, La finance islamique : une solution à la crise ?, Paris, Economica, 2009, 122 p. (ISBN 978-2-7178-5679-8)
- Elyès Jouini, Tunisie, l'espoir : mode d'emploi pour une reprise, Tunis, Cérès, 2013, 280 p. (ISBN 978-9973-19-773-3)[37]
- Elyes Jouini et Mohamed Salah Mzali, Au fil de ma vie : suivi de Mohamed-Salah Mzali, l'intellectuel et l'homme d'État, Tunis, Beït El Hikma/Cérès/IRMC, 2023, 772 p. (ISBN 978-9973-19-840-2).
- Elyes Jouini (dir.), La Tunisie du makhzen à l'État national : à la lumière de l'itinéraire de Mohamed-Salah Mzali, Tunis, Institut de recherche sur le Maghreb contemporain, coll. « Recherches contemporaines », 2025, 348 p. (ISBN 978-9938-79-613-1, DOI 10.4000/133eq, lire en ligne).

### Principaux articles
- (en) Elyès Jouini et Hedi Kallal, « Martingales and Arbitrage in Securities Markets with Transaction Costs », Journal of Economic Theory, vol. 66, no 1,‎ juin 1995, p. 178-197 (ISSN 0022-0531, DOI 10.1006/jeth.1995.1037, lire en ligne, consulté le 31 octobre 2018).
- (en) Elyès Jouini, « Price functionals with bid-ask spreads: an axiomatic approach », Journal of Mathematical Economics (en), vol. 34, no 4,‎ décembre 2000, p. 547-558 (ISSN 0304-4068, DOI 10.1016/S0304-4068(99)00023-3, lire en ligne, consulté le 31 octobre 2018).
- (en) Elyès Jouini et Hédi Kallal, « Efficient Trading Strategies in the Presence of Market Frictions », Review of Financial Studies (en), vol. 14, no 2,‎ avril 2001, p. 343-369 (ISSN 0893-9454 et 1465-7368, DOI 10.1093/rfs/14.2.343, lire en ligne, consulté le 31 octobre 2018).
- (en) Elyès Jouini, Moncef Meddeb et Nizar Touzi, « Vector-valued coherent risk measures », Finance and Stochastics, vol. 8, no 4,‎ novembre 2004 (ISSN 0949-2984 et 1432-1122, DOI 10.1007/s00780-004-0127-6, lire en ligne, consulté le 31 octobre 2018).
- (en) Elyès Jouini et Clotilde Napp, « Heterogeneous beliefs and asset pricing in discrete time: an analysis of pessimism and doubt », Journal of Economic Dynamics and Control (en), vol. 30, no 7,‎ juillet 2006, p. 1233-1260 (ISSN 0165-1889, DOI 10.1016/j.jedc.2005.05.008, lire en ligne, consulté le 31 octobre 2018).
- (en) Elyès Jouini, Walter Schachermayer et Nizar Touzi, « Law invariant risk measures have the Fatou property », dans Advances in Mathematical Economics, Tokyo, Springer Japan, 2006 (ISBN 9784431343417, DOI 10.1007/4-431-34342-3_4, lire en ligne), p. 49-71.
- (en) Elyès Jouini et Clotilde Napp, « Consensus Consumer and Intertemporal Asset Pricing with Heterogeneous Beliefs », Review of Economic Studies, vol. 74, no 4,‎ octobre 2007, p. 1149-1174 (ISSN 0034-6527 et 1467-937X, DOI 10.1111/j.1467-937X.2007.00439.x, lire en ligne, consulté le 31 octobre 2018).
- (en) Elyès Jouini, Walter Schachermayer et Nizar Touzi, « Optimal risk sharing for law invariant monetary utility functions », Mathematical Finance, vol. 18, no 2,‎ avril 2008, p. 269-292 (ISSN 0960-1627 et 1467-9965, DOI 10.1111/j.1467-9965.2007.00332.x, lire en ligne, consulté le 31 octobre 2018).
- (en) Thomas Breda, Elyès Jouini et Clotilde Napp, « Societal inequalities amplify gender gaps in math », Science, vol. 359, no 6381,‎ mars 2018, p. 1219-1220 (ISSN 0036-8075, DOI 10.1126/science.aar2307, lire en ligne, consulté le 25 novembre 2020).
- (en) Thomas Breda, Elyès Jouini, Clotilde Napp et Georgia Thebault, « Gender stereotypes can explain the gender-equality paradox », Proceedings of the National Academy of Sciences,‎ novembre 2020 (ISSN 1091-6490, DOI https://doi.org/10.1073/pnas.2008704117).

## Distinctions
- Lauréat du Prix Nathalie-Demassieux de la chancellerie des universités de Paris (1990)[2] ;
- Lauréat du Prix du meilleur jeune économiste de France (2005)[1] avec Esther Duflo ;
- Fellow de l'Institute of Labor Economics (2012)[38] ;
- Fellow de la Société d'économétrie (2017)[12] ;
- Fellow de la Society for the Advancement of Economic Theory (en) (2023)[39] ;
- Lauréat du Prix maréchal-Louis-Hubert-Lyautey de l'Académie des sciences d'outre-mer (2024)[40] ;
- Membre correspondant de l'Académie tunisienne des sciences, des lettres et des arts[41].

## Décorations
- Commandeur de l'ordre national du Mérite (Tunisie, 1995)[42] ;
- Chevalier de la Légion d'honneur (France, 2010)[43].

## Vie privée
Elyès Jouini est marié à Sihem Ben Mahmoud, professeure associée à HEC Paris, et père de deux garçons,.